# Hala al-Badry
Hala al-Badry (arabiska هالة البدري), född 1954 i Kairo, är en egyptisk författare och journalist, och före detta landslagssimmare.
al-Badry tog examen från Cairo University. Hon arbetar som vice chefredaktör på en egyptisk radio- och tv-tidning.
Hennes fjärde roman, Imraatun ma ("En viss kvinna"), blev bästa roman vid Kairos internationella bokmässa 2001. Romanen orsakade viss uppståndelse för att en kvinnlig författare behandlade ämnet sex så rättframt. Den översattes 2003 till engelska (A Certain Woman). Verk av al-Badry är också översatta till rumänska, spanska, italienska, franska, grekiska och ungerska.